# Foglizzo
Foglizzo és un comune (municipi) de la ciutat metropolitana de Torí, a la regió italiana del Piemont, situat a uns 25 quilòmetres al nord-est de Torí. A 1 de gener de 2019 la seva població era de 2.319 habitants.
Foglizzo limita amb els següents municipis: San Giorgio Canavese, San Giusto Canavese, Caluso, Bosconero, San Benigno Canavese i Montanaro.
S'esmenta per primera vegada en un document del 882, quan era propietat de l'Arquebisbat de Vercelli. Més tard va ser una possessió dels comtes de Biandrate i, des del 1631, dels Ducs de Savoia. Hi ha un castell, potser d'origen romà, convertit en una residència noble als segles XVII i XVIII.